# Striatura pugetensis
Striatura pugetensis är en snäckart som först beskrevs av Dall 1895.  Striatura pugetensis ingår i släktet Striatura och familjen Zonitidae. Inga underarter finns listade i Catalogue of Life.